# Universidade Russa da Amizade dos Povos
A Universidade Russa da Amizade dos Povos (em russo: Российский университет дружбы народов, РУДН) é uma instituição de ensino e pesquisa localizada no sul da cidade de Moscou e uma das três mais prestigiosas universidades da Rússia, juntamente com a Universidade de Moscou e a Universidade de São Petersburgo.
A universidade foi fundada em 5 de fevereiro de 1960, no auge da Guerra Fria, pelo então dirigente soviético Nikita Khrushchov, para proporcionar educação de qualidade a preços muito baixos, principalmente para jovens do Terceiro Mundo — principalmente de países da Ásia, África e América Latina. Nesta época, 65% dos 7.000 alunos eram estrangeiros. Destes, um dos mais famosos foi Illich Ramírez, mais tarde, conhecido como Carlos, o Chacal.
Originalmente chamava-se Universidade da Amizade dos Povos (em russo: Университет дружбы народов им. Патриса Лумумбы). Em 22 de fevereiro de 1961, passou a chamar-se Universidade de Amizade dos Povos Patrice Lumumba (UAPPL), em memória do líder guerrilheiro e depois primeiro-ministro (1960-1961) do Congo, Patrice Lumumba, deposto por um golpe militar articulado pela CIA e posteriormente assassinado por rebeldes separatistas.
Em 5 de fevereiro 1992, a universidade passou a chamar-se Universidade Russa da Amizade dos Povos – Instituto Estatal de Educação Superior (PFUR), vinculada ao governo da Federação Russa.
Entre os 700 mil estrangeiros que estudaram na UAPPL, mais de mil eram brasileiros — a maioria ligada ao Partido Comunista Brasileiro (PCB). Através da União Internacional de Estudantes (UIE) era feito o encaminhamento de estudantes do Brasil para a UAPPL.
Segundo João Prestes, filho de Luís Carlos Prestes e ex-aluno da instituição, "A universidade formava quadros técnicos (médicos, advogados, engenheiros), sem viés político. O problema era a volta ao Brasil. Muitos tiveram dificuldade para reconhecer seus diplomas, pois havia uma circular secreta do Ministério da Educação determinando o não-reconhecimento dos cursos feitos lá".
Quase tudo era custeado pelo Estado soviético — passagens aéreas, livros, hospedagem. Também era concedida uma pequena mesada equivalente a cerca de 80 dólares.
Depois da queda do comunismo, com o fim dos subsídios, a universidade, além de mudar o nome, deixou de ser gratuita. A anuidade é de aproximadamente USD 2,5 mil. Em 2003, Universidade da Amizade dos Povos tinha cerca 15 mil estudantes e, embora sucateada, continuava a atrair alunos estrangeiros, principalmente da China. No entanto, a maioria dos estudantes atualmente é russa.
Durante a Guerra Fria, os serviços secretos do Ocidente, como a CIA e o MI5, acreditavam que a universidade fosse um aparelho destinado ao treinamento de quadros da KGB.
Atualmente, mais de 97.000 egressos da universidade trabalham em 165 diferentes países. A universidade tem 57 programas com cerca de 33.000 estudantes (incluindo pós-graduados e trainees). Cerca de 13.500 dos estudantes matriculados são de fora da Federação Russa; mais de 1.000 são de regiões autônomas, dentro da Federação Russa.
Os físicos do RUDN, em 2019, encontraram uma descrição matemática da expansão observada do Universo usando soluções cosmológicas no Modelo gravitacional de Einstein-Gauss-Bonnet em (n + 1)-dimensional. Os pesquisadores também provaram a existência de soluções estáveis com variabilidade relativamente pequena da constante G de gravida de efetiva.
É uma universidade pública de pesquisa localizada em Moscou, Rússia. Foi estabelecida em 1960 por uma resolução do Comitê Central do PCUS e do Conselho de Ministros da URSS para ajudar as nações a prestar assistência aos países que recentemente alcançaram a independência das potências coloniais. A universidade também atuou para promover os objetivos da política externa soviética em países não alinhados. A Universidade foi considerada a Oxford da Rússia em meados da década de 1980 devido à fama que alcançou em um curto período de tempo. A posição da Universidade em questões globais tornou-se neutra após o fim da Guerra Fria com o colapso da União Soviética. A Universidade começou a admitir estudantes prósperos de países ocidentais e europeus. O principal objetivo da universidade era treinar pessoal da Ásia, África, Europa Oriental e América Latina. Além disso, a universidade fornecia educação superior para a juventude soviética.  
A Universidade se concentra principalmente na pesquisa; possui uma ampla rede de conexões em todo o mundo e parcerias com mais de 2.500 universidades e centros de pesquisa estrangeiros. Pesquisadores universitários são os mais citados nas redes Scopus e WoS.
A Universidde no ranking das 150 melhores universidades do mundo, de acordo com o Times Higher Education Emerging Economies University Rankings 2022 (THE Emerging Economies 2022), subindo 35 posições e ocupando o 144º lugar. Universidades de 47 países que são classificadas pelo FTSE Group da Bolsa de Valores de Londres como “economias emergentes”, “em desenvolvimento secundário” ou “mercados fronteiriços” conseguiram entrar na lista. De acordo com os rankings da QS, a universidade ficou em 295º lugar em todo o mundo. A universidade foi classificada em 1.035º lugar no mundo pelo US News & World Report , e em 1.635º lugar no mundo pelo Center for World University Rankings, em 2022.

## História

### 1960-89
O governo soviético fundou a universidade em 5 de fevereiro de 1960. Seu objetivo declarado durante o auge da Guerra Fria era ajudar as nações em desenvolvimento. Muitos estudantes de países desenvolvidos também frequentaram a universidade. Em 22 de fevereiro de 1961, a universidade foi batizada de Universidade Patrice Lumumba em homenagem ao líder da independência congolesa Patrice Lumumba, que havia sido morto em um golpe em janeiro. O propósito declarado de estabelecer a universidade era dar aos jovens da Ásia, África e América Latina, especialmente de famílias pobres, uma oportunidade de serem educados e se tornarem especialistas qualificados. As organizações que foram mencionadas como fundadoras da universidade são a Central dos Sindicatos da União Soviética, o Comitê Soviético de Solidariedade Afro-Asiática e a União de Associações Soviéticas de Amizade e Relações Interculturais. 
Sergey Vasilievich Rumiantsev, Doutor em Engenharia, foi o primeiro Reitor da universidade. Ele permaneceu seu Reitor até 1970. Em 1960, os estudos de língua russa para estudantes internacionais começaram na Faculdade preparatória. Em 1º de setembro, os estudos da língua russa foram introduzidos nas seis principais faculdades (PFU): Faculdade de Engenharia, Faculdade de História e Filologia , Faculdade de Medicina, Faculdade de Agricultura, Faculdade de Ciências, Faculdade de Direito e Economia. Os primeiros 288 alunos de 47 países se formaram em 1965. Naquela época, as equipes de construção internacionais começaram a aparecer e as primeiras equipes de estudantes da KVN (programa televisivo de competição entre estudantes da União Soviética) foram organizadas. 
Vladimir Frantsevich Stanis tornou-se o segundo reitor da seis principais faculdades (PFU). Foi ele quem proclamou o “culto ao conhecimento” na universidade, dirigindo-a de 1970 a 1993. Em 1972, Stanis procedeu ao alargamento da duração dos estudos, que até então eram mais curtos, à semelhança das principais universidades soviéticas. Na Faculdade de Medicina, por exemplo, a duração dos estudos foi ampliada de cinco para seis anos. Em 1975, a universidade tinha mais de 5.600 graduados, entre eles 4.250 pessoas de 89 países estrangeiros.

### 1990-2019
O nome da universidade foi mudado para Universidade da Amizade dos Povos da Rússia em 5 de fevereiro de 1992 pelo governo da Federaçao Russa que é considerado o fundador da universidade. O nome russo atual da universidade é "Российский университет дружбы народов", que poderia ser traduzido como "Universidade da Amizade dos Povos da Rússia" ou, mais diretamente, como "Universidade Russa da Amizade das Nações ". A versão em inglês do site da universidade, no entanto, usa o nome "RUDN University", com o acrônimo RUDN derivado do nome russo transliterado para o inglês ("Rossiiskii Universitet Druzhby Narodov", literalmente "Universidade da Amizade dos Povos da Rússia"). No entanto, continua sendo mais comum em inglês usar o nome "Universidade da Amizade dos Povos da Rússia" ou a abreviatura "PFUR". 
De 1993 a 1998, a Universidade foi chefiada por Vladimir Filippov, formado em 1973 pela Universidade Patrice Lumumba. No período de 1998 a 2005, o foi chefiada por Dmitry Petrovich Bilibin, formado, também, na mesma universidade. Ele foi reitor interino até 2004 e foi eleito reitor da universidade em 2004. Filippov foi reeleito reitor da Universidade em 4 de março de 2005 e dirige a universidade desde então. A década de 1990 assistiu à criação de novas faculdades e Institutos: a Faculdade Ecológica, a Faculdade de Economia, a Faculdade de Direito, a Faculdade de Filologia, a Faculdade de Letras e Ciências Sociais, a Faculdade de Aperfeiçoamento de Profissionais de Saúde, o Instituto de Línguas Estrangeiras, o Instituto de Ensino à Distância, o Instituto de Hotelaria, Negócios e Turismo e o Instituto de Gravitação e Cosmologia. Mais de 77.000 graduados da universidade trabalham em 170 países, entre eles mais de 5.500 portadores de Ph.D. e Doutorado. Os palestrantes formam especialistas em 62 cursos e linhas de estudo. Mais de 29.000 alunos de graduação e pós-graduação de 140 países estudaram na universidade em 2014 . Eles representavam mais de 450 nações do mundo. Possui uma equipe de 4.500 funcionários, entre eles 2.826 professores. Figuras políticas e públicas estrangeiras e russas, acadêmicos e cientistas tornaram-se professores eméritos da universidade. 

### 2020-presente
Vladimir Mikhailovich Filippov, presidente da universidade, foi suspenso pela Asssociações Europeia de Universidades (EUA) após o apoio à invasão russa da Ucrânia em 2022 pela União Russa de Reitores (RUR) em março de 2022, por ser "diametralmente oposto aos valores europeus que eles se comprometeram ao ingressar nas Associações de Universidades Europeias.” No início de março de 2022, foram publicadas cartas abertas pedindo o fim da guerra na Ucrânia em nome de funcionários, estudantes e graduados de várias universidades russas, incluindo a Universidade da Amizade dos Povos da Rússia. 

## Controvérsias

### Escândalo com o censo populacional
Segundo um dos professores universitários, em 2010, alunos de várias faculdades da universidade, de vários cursos foram retirados das aulas para participar do Censo da População de Toda a Rússia . As opiniões dos professores sobre essa prática foram divididas: alguns falaram sobre os prejuízos para o processo educacional associados à falta às aulas, outros não viram nada de errado nisso. O chefe da Serviço Estatístico da Rússia (A. Surinov) disse que também é útil para os alunos “ver como as pessoas vivem”.  Situação parecida com o processo de Revolução Cultural, na China, no qual intelectuais e artistas eram perseguidos e obrigados a se submeter a tratamento degradante ou desumano, para que voltassem a suas origens proletárias. 

### Escândalo com diplomas RUDN
Em 2012, o ensino pago foi suspenso para 18 turmas de alunos do programa de educação complementar, do qual já foi arrecadado dinheiro. Os alunos foram vítimas de fraude. Foi colocado um anúncio na universidade, a empresa cedeu um espaço por meio de contrato de locação e também possuía cheques e documentos vinculando-a à Universidade. Posteriormente, representantes da universidade prometeram terminar o ensino dos alunos se a empresa realizasse treinamento no programa universidade e os fundos fossem realmente transferidos para suas contas.  

### Coleta de informação política dos alunos
No Congresso de Vice-Reitores de Universidades para o Trabalho Educacional em Moscou (outubro de 2016), o vice-chefe do Instituto de Estudos Estratégicos e Previsões da Universidade, Nikita Danyuk, admitiu que visitou Moscou e universidades regionais por 2 anos, exortando os alunos expressar abertamente seu ponto de vista e participar de discussões sobre temas políticos, a fim de coletar informações sobre a presença de opiniões exaltadas de protesto nas universidades visitadas "para representantes do poder público, bem como de certas estruturas especializadas". Um engodo para estimular a censura ideológica e a perseguição a alunos com mentalidade crítica ou contra o governo  

### Expulsão de aluno por ato político em frente ao prédio da FSB
Em 5 de novembro de 2020, o estudante da Universidade, Pavel Krisevich, organizou um comício perto do prédio do FSB em Moscou. Ele se amarrou a uma cruz e seus assistentes em capas de chuva com as palavras "FSB" atearam fogo aos arquivos criminais dispostos ao redor dele. Foi expressado apoio aos presos políticos da Rússia. O ativista foi detido e submetido a prisão administrativa por 15 dias. Em 24 de novembro, a Comissão Disciplinar da universidade votou por sua expulsão. Pavel explicou à mídoa que entre os argumentos para sua expulsão da comissão estavam os seguintes: ele “não reflete a imagem de um estudante em si mesmo”, “ofende sentimentos” e “luta contra as autoridades”. O reitor da Universidade, Oleg Yastrebov, explicou a expulsão da seguinte forma: “Uma situação específica: uma pessoa no centro da capital acende uma fogueira usando a imagem da crucificação. O fogo aberto representa uma ameaça à segurança de outras pessoas. Os policiais pedem que ele pare com tais ações, e a pessoa as continua conscientemente, e até se recusa a estabelecer sua identidade e resiste. Onde está a garantia de que ele não vai começar um incêndio no campus. No caso, denota-se a perseguição política contra o aluno, tanto por parte do Estado Russo, como pela Universidade.

## Classificação
A universidade foi classificada como a número 1.035 do mundo pelo US News & World Report e a número 1.635 do mundo pelo Center for World University Rankings, em 2022.

## Organização
1. O Instituto Tecnológico Agrário foi fundado em 1961. Possui cerca de 1.000 alunos e 5 departamentos de ensino e pesquisa (Departamento de Agrobiologia; Departamento de Engenharia Agrícola; Departamento de Medicina Veterinária; Departamento de Segurança da Tecnosfera; Departamento de Línguas Estrangeiras). Possui mais de 100 professores, entre eles 26 professores titulares e 66 doutores.[26]
2. A Faculdade de Ciências Humanitárias e Sociais foi fundada em 1996 (a posterior reorganização da Faculdade Histórico-Filológica). Tem mais de 2.500 alunos e 12 departamentos. Possui mais de 250 professores, entre eles 1 membro correspondente da Academia Russa de Ciências, 22 acadêmicos de várias academias públicas de ciências, 66 professores titulares e 118 PhDs. O corpo docente mantém laços estreitos e coopera com universidades na França, Alemanha, Espanha, República Tcheca, Estados Unidos, Canadá, China, Egito, Síria e Irã. Os alunos da universidade participam de intercâmbio acadêmico com universidades parceiras e centros de pesquisa em todo o mundo. Ajuda-os não só a melhorar as suas competências profissionais e a dominar línguas estrangeiras, mas também a facilitar a adaptação ao mundo moderno.[27]
3. A academia de engenharia foi fundada em 1961. Tem mais de 2.600 alunos e 16 departamentos. Conta com mais de 240 professores, entre eles 17 membros correspondentes e acadêmicos de várias academias de ciências, 46 professores titulares e 110 doutores. O principal objetivo do corpo docente de Engenharia é preparar especialistas que, além de suas maiores qualificações, possam dirigir empresas e administrar negócios.[28]
4. A Faculdade de Língua Russa e Disciplinas Educacionais Gerais foi fundada em 1960. Tem mais de 1.000 alunos e 9 departamentos. Possui cerca de 200 docentes, entre eles 7 catedráticos e 62 doutores. A faculdade ensina a língua russa a estudantes estrangeiros para que possam estudar nas principais faculdades da universidade e em outras universidades russas. Todos os anos, mais de 1.000 alunos de mais de 140 países estudam na faculdade para continuar com 62 linhas de estudo e especialidades nas principais faculdades. Acadêmicos da faculdade organizam conferências internacionais de pesquisa científica sobre os problemas do ensino de russo como língua estrangeira e comunicação interdisciplinar. [29]
5. O Instituto Médico foi fundado em 1961. Possui mais de 2.300 alunos e 43 departamentos e 2 cursos independentes. Possui 420 palestrantes – 5 acadêmicos e 2 membros correspondentes da Academia Russa de Ciências Médicas; 24 acadêmicos e membros correspondentes de academias sociais, 15 cientistas homenageados da Federação Russa, 3 laureados dos Prêmios Estaduais da Federação Russa, 2 laureados dos Prêmios Estaduais do governo, 132 professores titulares e 220 PhDs. Funcionando na faculdade estão a Sociedade Científica dos Estudantes, que ajuda os alunos a se familiarizarem com a pesquisa desde o início; a comunidade dos médicos jovens; o Teatro dos Estudantes (Hipócrates), o centro de palestras onde são apresentadas palestras de literatura, música e história. A educação pré-universitária é ministrada na escola médico-biológica «Medik» (cursos preliminares). Hoje, o Instituto de Medicina da universidade está equipado com 14 novos laboratórios clínicos; no processo de treinamento, são utilizados testes de computador e transmissão de TV. Para refinamento no tratamento prático, foram criadas subdivisões de tomografia computadorizada, varredura de fibras hepáticas e andrologia.[30]
6. Faculdade de Ciências. Foi fundada em 1961. Tem cerca de 900 alunos e 16 departamentos, e cerca de 280 professores, entre eles 65 professores titulares e 160 doutores.[31]
7. A Faculdade de Filologia foi fundada em 1996 (após a reorganização da Faculdade Histórico-Filológica). Tem mais de 2800 alunos e 9 departamentos. Possui cerca de 155 professores, entre eles 17 membros correspondentes e acadêmicos, 43 professores titulares e 120 doutores. A vida científica do corpo docente é muito ativa: os estudiosos elaboram várias tendências, solicitam e obtêm bolsas e participam de conferências, seminários e simpósios internacionais, nacionais e de ramos; existem conselhos de tese de doutorado para ciências filológicas, pedagógicas e psicológicas. A Fundação Russkiy Mir abriu seu departamento dentro da universidade em 2008. A fundação Russkiy Mir, criada por Vladimir Putin em 2007, é uma organização financiada pelo governo que visa promover a língua, a cultura e os programas educacionais russos no exterior.[32] [33]
8. Faculdade ecológica, foi fundada em 1992. Tem 514 alunos e 8 departamentos. O corpo docente é de 80, entre eles 15 acadêmicos e correspondentes, 35 professores titulares e 31 doutores. Na faculdade ecológica, os alunos têm a oportunidade não apenas de dominar as disciplinas educacionais gerais, mas também toda uma gama de disciplinas especiais no campo da ecologia de sistemas, ecologia humana, monitoramento ecológico, gerenciamento de ecossistemas, especialização ecológica, radioecologia e tecnologias de geoinformação. As palestras são dadas pelos principais especialistas estrangeiros em projetos ecológicos internacionais e ecologistas de empresas internacionais representadas no mercado russo.[13]
9. Faculdade de Economia. Foi fundada em 1995 (após a reorganização da Faculdade de Economia e Direito). Possui mais de 1.500 alunos, 10 departamentos e 2 laboratórios. Tem 160 professores, entre eles 10 acadêmicos e membros correspondentes de várias academias de ciências, 24 professores catedráticos e 74 doutores.[34]
10. Instituto de Direito. Foi fundada em 1995 (após a reorganização da Faculdade de Economia e Direito). Tem mais de 1.800 alunos e 9 departamentos. Tem cerca de 180 docentes, entre eles 3 acadêmicos e correspondentes, 32 professores titulares e 71 doutores. Estudantes de Direito participam anualmente de programas de intercâmbio internacional. Eles passam por cursos de estudo em universidades na França, Espanha, Itália, República Tcheca, Estados Unidos, Finlândia, Áustria, China e outros países.[13]
11. Instituto de Hotelaria, Negócios e Turismo. [30]

## Pesquisa e desenvolvimento
1. Instituto de Pesquisa Acadêmica de Gravitação e Cosmologia
2. Instituto de Economia e Negócios Mundiais
3. Instituto de Problemas Médico-Biológicos. [35]

A equipe da universidade inclui cerca de 5.000 funcionários; entre eles estão 442 professores e doutores em ciências, 807 professores associados e candidatos a ciências, 91 acadêmicos e membros correspondentes de academias da Rússia, 50 trabalhadores homenageados em ciências da Federação Russa, 56 professores e professores da universidade são membros titulares de academias internacionais e sociedades científicas, bem como outros empregados em geral. 

## Campi
1. O campus principal da universidade está situado ao longo da Rua Miklukho-Maklaya, começando na Leninsky Prospect na direção da Rua Volgina. Do lado par encontram-se: O edifício principal da Universidade (denominado “Cruz”), edifícios das Faculdades de Medicina e Agronomia, e ainda o complexo desportivo, a policlínica, o arquivo e o novo edifício da Faculdade de Língua Russa e disciplinas educacionais gerais, a construção de ciências naturais e faculdades humanitárias hospedando a Faculdade de Ciências Humanitárias e Sociais, o Instituto de Hotelaria e Turismo (IHBT), o Instituto de Programas Internacionais (IIP) e o Instituto do departamento de pós-graduação da Educação Profissional Suplementar.[29]
2. O campus da Academia de Engenharia e da Faculdade de Ciências está localizado na Rua Ordzhonikidze nº 3. O campus consiste em vários quarteirões e o prédio na Rua Ordzhonikidze nº 3/4 foi construído em 1913 por Boris Alberti . Esta é uma antiga escola secundária paroquial com a igreja batizada em homenagem ao duque Vladimir em 1913–19. O prédio da Rua Ordzhonikidze nº 3/1 foi construído em 1930 e era a sede da Academia Militar do Estado-Maior das Forças Armadas da URSS . A Academia de Engenharia e a Faculdade de Ciências Físicas e Matemáticas passaram a utilizar este complexo edificado em 1960.[36] [37] [38]
3. O campus da Faculdade de Ecologia está localizado na rua nº 8 Podol'skoe.[29]
4. O campus da Faculdade de Treinamento de Atualização para Profissionais de Saúde está localizado na Avenida Leninsky. [29]

## Graus oferecidos
- Bacharelado (4 anos de estudo). [39]
- Diploma de Especialista Estatal (5 anos de estudo). [39]
- Doutorado em Medicina (6 anos de estudo). [39]
- Mestrado (2 anos de estudo após o Bacharelado). [39]
- Doutorado (3 anos após Mestrado ou Especialização). [39]
- Doutorado em Ciências (2–3 anos após o doutorado). [39]
- Programas de escolas de verão (aprendizagem da língua russa; cursos curtos, diferentes áreas).[39]

## Formandos de destaque
- Fatima Abdel Mahmoud, política sudanesa, líder da União Democrática Socialista Sudanesa;
- Abed Elrahim Abu Zakrra, escritor e poeta sudanês;
- Irina Khakamada, política russa;
- Vladimir Filippov, ex-ministro da educação e ciência da Rússia, atualmente reitor da universidade;
- Ilich Ramírez Sánchez (Carlos, o Chacal), revolucionário venezuelano (expulso);
- Lucy Seki, linguista brasileira especialista em idiomas indígenas sul-americanos;
- Timoleón Jiménez, um dos líderes das FARC;
- Porfirio Lobo, presidente de Honduras;
- Daniel Ortega, presidente da Nicarágua;
- Michel Djotodia, presidente da República Centro-Africana;
- Hifikepunye Pohamba, ex-presidente da Namíbia, de 2005 a 2015;
- Anna Chapman, oficial da inteligência russa;
- Alexei Navalny, jurista russo, ativista e político russo;
- Bharrat Jagdeo, ex-presidente da Guiana;
- Tamar Beruchashvili, ministros de assuntos internacionais da Geórgia;
- Dieudonné Gnammankou, historiador do Benin, especializado na História da África e diáspora africana;
- Mahmoud Abbas, presidente da Palestina e da Autoridade Nacional Palestina;